# Баб'я
Ба́б'я (рос. Бабья) — присілок у складі Бабушкінського району Вологодської області, Росія. Входить до складу Рослятінського сільського поселення.

## Населення
Населення — 5 осіб (2010; 10 у 2002).
Національний склад (станом на 2002 рік):
- росіяни — 100 %